# Rockingham Castle
Rockingham Castle var en kongelig borg og jagtslot i Rockingham Forest. Det ligger omkring 3 km nord for centrum af Corby i Northamptonshire i England.
Der lå et fæstningsanlæg, hvor slottet står, siden jernalderen, og det har været brugt under Romersk Britannien, sakserne og normannerne, idet den høje placering giver godt udsyn over floden Welland og dalen.
Efter den normanniske erobring af Storbritannien beordrede Vilhelm Erobreren efter 1066, at der skulle opføres en Motte-and-bailey-fæstning i træ ved Rockingham. Inden de næste tre årtier havde Vilhelm 2. erstattet det med en borg af sten.
Henrik 3. forstærkede fæstningen med et dobbelt D-tårn som porthus. Edvard 3. blev den sidste engelske konge, der besøgte slottet, mens det var i kronens eje.
Under den engelske borgerkrig havde Charles 1. udstationeret en garnison på slottet, og der blev flere mindre træfninger mellem kavalererne og rundhovederne. Det endte med at disse erobrede slottet i 1643 under Henry Grey, 1. jarl af Stamford. Det blev ødelagt i 1646, så kavalererne ikke kunne bruge det.
Rockingham Castle blev brugt til at filme BBC dramaserie By the Sword Divided om en engelske borgerkrig, hvor det blev brugt som "Arnescote Castle", der var kavalerfamilien Laceys hovedsæde. Slottet blev også brugt til actionkomedien Top Secret! (1984) med Val Kilmer.